# Zygmunt Szelest

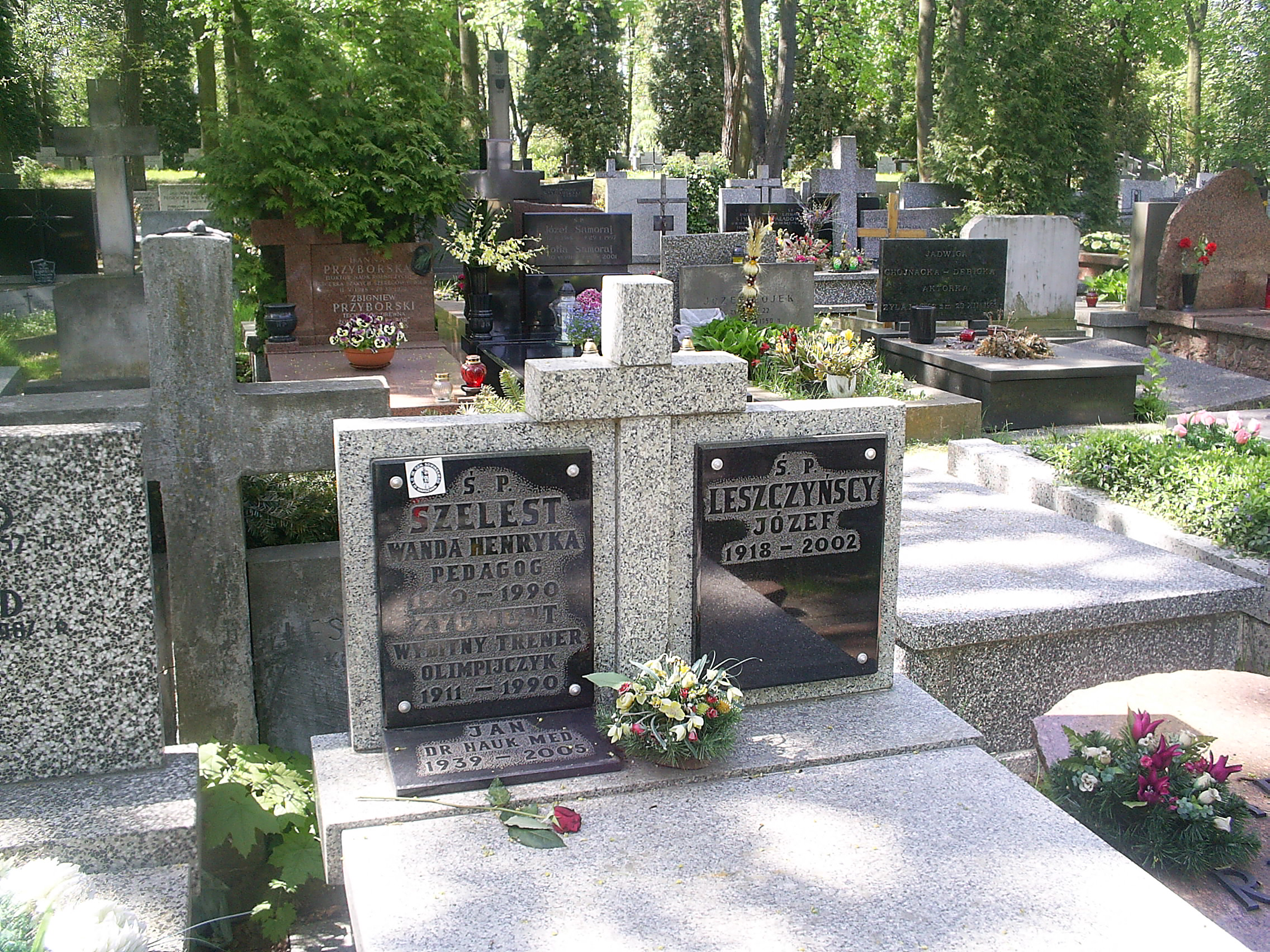
Grób Zygmunta Szelesta na cmentarzu Wojskowym na Powązkach w Warszawie

Zygmunt Szelest (ur. 16 grudnia 1911 w Oleksinie, zm. 13 kwietnia 1990 w Warszawie) – polski lekkoatleta, oszczepnik, najwybitniejszy w historii trener oszczepników. Ojciec polskiej szkoły oszczepu.

## Życiorys
Przed II wojną światową nie odnosił większych sukcesów. W 1938 został powołany na mecz z reprezentacją Niemiec w Królewcu. Był rezerwowym i w zawodach nie wystartował. Mecz obejrzał z trybun stadionu. Swój pierwszy i jedyny medal mistrzostw Polski wywalczył dopiero w 1949 roku. Był wówczas drugi, z wynikiem 53,50 – zawody odbywające się w Gdańsku wygrał Herbert Szendzielorz.
Po zakończeniu kariery został trenerem i pracownikiem naukowym warszawskiej Akademii Wychowania Fizycznego (AWF). Od 1951 roku był trenerem najwybitniejszego polskiego oszczepnika – Janusza Sidło. Do innych jego zawodników należeli między innymi: Jan Kopyto, Zygmunt Jałoszyński, Daniela Jaworska.
Od 2015 roku w Warszawie rozgrywany jest Memoriał Zygmunta Szelesta, którego najważniejszą konkurencją jest rzut oszczepem. W 2017 roku nadano jego imię stadionowi lekkoatletycznemu na AWF w Warszawie.
Został pochowany na cmentarzu Wojskowym na Powązkach (kwatera AII-11-18(19)).